# Kanton Bourbonne-les-Bains
Der Kanton Bourbonne-les-Bains ist seit 1790 ein französischer Wahlkreis in den Arrondissements Chaumont und Langres im Département Haute-Marne und in der Region Grand Est; sein Hauptort ist Bourbonne-les-Bains.

## Lage
Der Kanton liegt im Südosten des Départements Haute-Marne.

## Geschichte
Der Kanton entstand am 15. Februar 1790. Von 1801 bis 2015 gehörten zwölf Gemeinden zum Kanton Bourbonne-les-Bains. Mit der Neuordnung der Kantone in Frankreich stieg die Zahl der Gemeinden 2015 auf 36. Zu den bisherigen 12 Gemeinden kamen Gemeinden aus den Kantonen Val-de-Meuse (alle 7 Gemeinden), Clefmont (7 der 17 Gemeinden), Kanton Terre-Natale (6 der 13 Gemeinden), Laferté-sur-Amance (2 der 11 Gemeinden), Neuilly-l’Évêque (die Gemeinde Frécourt) sowie Nogent (die Gemeinde Is-en-Bassigny).

## Gemeinden
Der Kanton besteht aus 36 Gemeinden mit insgesamt 8811 Einwohnern (Stand: 1. Januar 2022) auf einer Gesamtfläche von 566,40 km²:
| Gemeinde                   | Einwohner 1. Januar 2022 | Fläche km² | Dichte Einw./km² | Code INSEE | Postleitzahl | Arrondissement |
| -------------------------- | ------------------------ | ---------- | ---------------- | ---------- | ------------ | -------------- |
| Aigremont                  | 26                       | 4,87       | 5                | 52002      | 52400        | Langres        |
| Avrecourt                  | 113                      | 7,64       | 15               | 52033      | 52140        | Langres        |
| Bourbonne-les-Bains        | 1.969                    | 64,93      | 30               | 52060      | 52400        | Langres        |
| Buxières-lès-Clefmont      | 26                       | 5,92       | 4                | 52085      | 52240        | Chaumont       |
| Celles-en-Bassigny         | 72                       | 8,92       | 8                | 52089      | 52360        | Langres        |
| Chauffourt                 | 181                      | 9,63       | 19               | 52120      | 52140        | Langres        |
| Choiseul                   | 78                       | 8,63       | 9                | 52127      | 52240        | Chaumont       |
| Clefmont                   | 155                      | 19,33      | 8                | 52132      | 52400        | Chaumont       |
| Coiffy-le-Haut             | 105                      | 9,65       | 11               | 52136      | 52400        | Langres        |
| Daillecourt                | 72                       | 7,37       | 10               | 52161      | 52240        | Chaumont       |
| Dammartin-sur-Meuse        | 203                      | 15,58      | 13               | 52162      | 52140        | Langres        |
| Damrémont                  | 198                      | 4,84       | 41               | 52164      | 52400        | Langres        |
| Enfonvelle                 | 71                       | 12,40      | 6                | 52185      | 52400        | Langres        |
| Frécourt                   | 88                       | 6,22       | 14               | 52207      | 52360        | Langres        |
| Fresnes-sur-Apance         | 161                      | 16,47      | 10               | 52208      | 52400        | Langres        |
| Is-en-Bassigny             | 538                      | 19,37      | 28               | 52248      | 52140        | Chaumont       |
| Laneuvelle                 | 64                       | 11,03      | 6                | 52264      | 52400        | Langres        |
| Larivière-Arnoncourt       | 122                      | 20,32      | 6                | 52273      | 52400        | Langres        |
| Lavernoy                   | 75                       | 4,50       | 17               | 52275      | 52140        | Langres        |
| Lavilleneuve               | 57                       | 5,15       | 11               | 52277      | 52140        | Langres        |
| Le Châtelet-sur-Meuse      | 156                      | 21,31      | 7                | 52400      | 52400        | Langres        |
| Marcilly-en-Bassigny       | 223                      | 19,56      | 11               | 52311      | 52360        | Langres        |
| Melay                      | 243                      | 13,95      | 17               | 52318      | 52400        | Langres        |
| Montcharvot                | 40                       | 3,52       | 11               | 52328      | 52400        | Langres        |
| Neuvelle-lès-Voisey        | 67                       | 5,65       | 12               | 52350      | 52400        | Langres        |
| Noyers                     | 95                       | 7,29       | 13               | 52358      | 52240        | Chaumont       |
| Parnoy-en-Bassigny         | 285                      | 40,75      | 7                | 52377      | 52400        | Langres        |
| Perrusse                   | 29                       | 5,61       | 5                | 52385      | 52240        | Chaumont       |
| Rançonnières               | 124                      | 8,35       | 15               | 52415      | 52140        | Chaumont       |
| Rangecourt                 | 62                       | 6,81       | 9                | 52416      | 52140        | Chaumont       |
| Sarrey                     | 369                      | 14,21      | 26               | 52461      | 52140        | Langres        |
| Saulxures                  | 134                      | 8,19       | 16               | 52465      | 52140        | Langres        |
| Serqueux                   | 367                      | 25,63      | 14               | 52470      | 52400        | Langres        |
| Val-de-Meuse               | 1.807                    | 77,48      | 23               | 52332      | 52140        | Langres        |
| Vicq                       | 161                      | 13,72      | 12               | 52520      | 52400        | Langres        |
| Voisey                     | 275                      | 31,60      | 9                | 52544      | 52400        | Langres        |
| Kanton Bourbonne-les-Bains | 8.811                    | 566,40     | 16               | 5202       | –            | –              |

Bis zur landesweiten Neugliederung der Kantone im März 2015 bestand der Kanton Challans aus den zwölf Gemeinden Aigremont, Bourbonne-les-Bains (Hauptort), Coiffy-le-Haut, Damrémont, Enfonvelle, Fresnes-sur-Apance, Larivière-Arnoncourt, Melay, Montcharvot, Parnoy-en-Bassigny, Le Châtelet-sur-Meuse und Serqueux. Sein Zuschnitt entsprach einer Fläche von 238,64 km2. Er besaß vor 2015 den INSEE-Code 5204.

### Bevölkerungsentwicklung
| 1962  | 1968  | 1975  | 1982  | 1990  | 1999  | 2006  | 2012  |
| ----- | ----- | ----- | ----- | ----- | ----- | ----- | ----- |
| 6.344 | 6.292 | 5.671 | 5.343 | 4.954 | 4.543 | 4-294 | 4.151 |

## Politik
Im 1. Wahlgang am 22. März 2015 erreichte keines der drei Kandidatenpaare die absolute Mehrheit. Bei der Stichwahl am 29. März 2015 gewann das Gespann André Noirot/Mireille Ravenel (beide UMP) gegen Francine Claudon/Lionel Denizet (beide FN) mit einem Stimmenanteil von 59,80 % (Wahlbeteiligung:54,25 %).
Seit 1945 hatte der Kanton folgende Abgeordnete im Rat des Départements:
| Vertreter im conseil général (1) des Départements | Vertreter im conseil général (1) des Départements | Vertreter im conseil général (1) des Départements |
| Amtszeit                                          | Name                                              | Partei                                            |
| ------------------------------------------------- | ------------------------------------------------- | ------------------------------------------------- |
| 1945–1951                                         | Jules Arnould                                     | Rad.                                              |
| 1951–1958                                         | Félix Bablon                                      | RPF, danach DVD                                   |
| 1958–1976                                         | René Nicolas                                      | Rad., danach Rad.                                 |
| 1976–1988                                         | Louis Maignien                                    | DVD                                               |
| 1988–1994                                         | Philippe Escudier                                 | DVG, danach UDF                                   |
| 1994–2001                                         | Bernard Rocard                                    | RPR                                               |
| 2001–2002                                         | André Noirot                                      | DL, danach UMP                                    |
| 2002–2015                                         | Philippe Escudier                                 | UMP                                               |
| 2015–                                             | André Noirot Mireille Ravenel                     | UMP/LR                                            |

(1) seit 2015 Départementrat